# آگاهی و خودآگاهی
ویجنیانا (انگلیسی: Vijñāna)، آگاهی، نوری است که صورت و اسم یعنی جسم و روان را پدیدمی‌آورد و از عناصر معنوی است.

## صورت و اسم
آگاهی است که در بطن مادر، صورت و اسم را پدیدمی‌آورد و هنگام مرگ در حالی که عناصر دیگر چون جسم و احساس و ادراک معدوم می‌شوند، آگاهی هم چنان باقی می‌ماند.

## آلایا - ویجنیانا
آلایا - ویجنیانا (Alaya-vijnana) انبار و مخزنی است که در آن، تأثرات و غرایز ناشی از افکار و اعمال، اندوخته و انباشته می‌شوند.

## ذهنو خودآگاهی
ذهن و خودآگاهی (manas)، اصل عدم روشنائی به سه طریق صورت می‌بندد:
1. دگرگونی ذهن.
2. ظهور و به فعلیت درآمدن خودآگاهی.
3. انعکاس پدیده‌های ذهنی در خارج.

## تحول آلایا
«آلایای» (Alaya) متحول که به صورت خودآگاهی (manas) تنزل می‌کند، پنج قسم فعالیت دارد:
1. آگاهی فعال (karma-vijnana).
2. آگاهی تکاملی یا ذهن مدرک (pravrti-vijnana)، آگاهی چون دگر گونه گردید و امواج و ارتعاشات ذهنی به ظهور پیوست و دنیای خارجی که مصنوع ذهن است مصداق یافت، نیروی ادراک کنندهٔ ذهن ظاهر می‌شود.
3. آگاهی تصوری.
4. آگاهی تمیز دهنده.
5. آگاهی که نظام توالی تجاربی را که در ذهن انعکاس یافته بود حفظ می‌کند، و طوری می‌کند که پدیده‌های پی در پی ذهنی، میراث خود را به دیگری انتقال بدهند و به اجر و کیفر «تأثرات» خود برسند؛ یعنی ذهن در این مرحله ناظم عدالت اخلاقی جهان است و نمی‌گذارد هیچ کنشی ولو آنکه در گذشته دوری به وقوع پیوسته باشد، به پاداش و کیفر خود نرسد.

## ارزش آگاهی
آگاهی (Apramāda) را بنیاد هر گونه کمالی دانسته‌اند. آگاهی بنیاد همهٔ صفات شایسته‌است.
در ذَمه پَدَه دفتری به نام آگاهی (Appamada vagga) هست و آخرین سخنان بودا که گفته‌است «همهٔ چیزهای ساخته شده ناپاینده اند، بیدار و هشیار کوشش کنید»، تأکیدی است بر ارزش آگاهی.